# 共同法则
《共同法则》（Common Law）是美国喜剧剧情剧，由科马克·威布里（Cormac Wibberley）和玛瑞安妮·威布里（Marianne Wibberley）创作。担纲本剧主角的是迈克尔·伊雷和沃伦·科尔，两人饰演的洛杉矶警察局警探搭档之间争吵不断，并被要求去见一名伴侣咨询师以修补关系。 
该剧在美国有线频道USA電視台上播映，并由哥伦比亚广播公司电视制作公司和Junction娱乐公司制作。最初，该剧计划在2012年1月上映，但是后来被推迟到2012年夏。2012年8月10日，第一季共12集结束播映。由于低收视率，USA电视台宣布取消该剧。

## 概述
剧集主要讲述两名洛杉矶警察局警探崔维斯·马科斯（Travis Marks）和韦斯·米歇尔（Wes Mitchell）的故事，两人共同搭档了5年，但却一直无法忍受对方。两人之间的冲突最终促使他们的上司菲尔·萨顿（Phil Sutton）命令其求助伴侣咨询师艾玛·瑞安（Emma Ryan）医生，期望能够解决目前的困境。

## 演职人员
- 迈克尔·伊雷饰崔维斯·马科斯
- 沃伦·科尔饰韦斯·米歇尔
- 松雅·瓦格（英语：Sonya Walger）饰艾玛·瑞安医生
- 杰克·麦克吉饰菲尔·萨顿

## 开发与制作
2010年6月9日，USA电视台决定预订《共同法则》的试映集，由科马克·威布里和玛瑞安妮·威布里负责撰写试映集剧本。2010年8月，试镜公告发布，迈克尔·伊雷成为最先敲定的演员。之后，沃伦·科尔确定饰演伊雷的搭档。
2011年6月，据报道称，USA电视台即将决定将《共同法则》开发为剧集，条件是对于剧集设定进行部分调整，包括增加更多的动作戏份，并更换了饰演艾玛·瑞安医生的演员。2011年7月6日，USA电视台同意预订该剧，计划于2012年夏播出11集。在2011年11月29日时，该剧的首播时间被提前到2012年1月26日，但是后来又被推后到原定的夏季档，定于2012年5月11日开始首播。
2011年10月14日，该剧开始在路易斯安那州新奥尔良拍摄。

## 收视率
| 季数 | 档期（ET）  | 集数 | 首播          | 首播                      | 结局          | 结局                      | 电视季 | 收视人数 （以百万计） |
| 季数 | 档期（ET）  | 集数 | 日期          | 首播收视人数 （以百万计） | 日期          | 结局收视人数 （以百万计） | 电视季 | 收视人数 （以百万计） |
| ---- | ----------- | ---- | ------------- | ------------------------- | ------------- | ------------------------- | ------ | --------------------- |
| 1    | 周五晚10:00 | 12   | 2012年5月11日 | 2.48                      | 2012年8月10日 | 2.04                      | 2012   | 待定                  |